# Meenigarahalli, Jagalur
Meenigarahalli là một làng thuộc tehsil Jagalur, huyện Davanagere, bang Karnataka, Ấn Độ.